# Кім Чон Хон
Кім Чон Хон (кор. 김정훈; народився 1 вересня 1956; КНДР) — північнокорейський футболіст та тренер. Грав на позиції захисника в команді «25 квітня». З 1973 по 1985 рік виступав за національну збірну Корейської Народно-Демократичної Республіки, де протягом багатьох років був капітаном. В 1980 році у складі збірної посів четверте місце на Кубку Азії. З 2007 року по 2010 рік був тренером збірної КНДР. Як тренер зумів вивести збірну на чемпіонат світу 2010. Після розгромної поразки від збірної Португалії 7:0, тренера заарештували і відправили працювати в концтабір 14 годин на добу. Після цього більше про нього нічого не відомо.[джерело?]